# Пјано дел Конте (Потенца)
Пјано дел Конте (итал. Piano del Conte) је насеље у Италији у округу Потенца, региону Базиликата.
Према процени из 2011. у насељу је живело 124 становника. Насеље се налази на надморској висини од 773 м.